# بییارابه
بییارابه (به اسپانیایی: Villarrabé) یک شهرستان در اسپانیا است که در استان پالنسیا واقع شده‌است.

## خصوصیات
بییارابه ۸۰ کیلومترمربع مساحت و ۲۵۱ نفر جمعیت دارد.